# Carcinops cuprina
Carcinops cuprina är en skalbaggsart som beskrevs av Sylvain Auguste de Marseul 1862. Carcinops cuprina ingår i släktet Carcinops och familjen stumpbaggar. Inga underarter finns listade i Catalogue of Life.